# Amanita magnivelaris
Amanita magnivelaris é um fungo que pertence ao gênero de cogumelos Amanita na ordem Agaricales. Encontrado nos Estados Unidos e Canadá, foi descrito cientificamente pela primeira vez por Charles Horton Peck. É um cogumelo venenoso, que pode matar.